# Nes, Eysturoy
Nes (IPA: [neːs], danska: Næs) är en tätort på Färöarna. Nes ligger långt söderut på ön Eysturoy, vid västkusten mot den långa fjorden Skálafjørður. Nes ligger i Nes kommun, och omnämndes första gång i Hundbrevet från 1300-talet. Idag har Nes mer eller mindre vuxit ihop med Toftir, men räknas fortfarande som en egen ort. Nes kyrka, Fríðrikskirkjan, räknas även som Toftirs kyrka.
Vid folkräkningen 2015 hade Nes 327 invånare.

## Befolkningsutveckling
| Befolkningsutvecklingen i Nes 1985–2015 | Befolkningsutvecklingen i Nes 1985–2015 | Befolkningsutvecklingen i Nes 1985–2015 | Befolkningsutvecklingen i Nes 1985–2015 | Befolkningsutvecklingen i Nes 1985–2015 |
| --------------------------------------- | --------------------------------------- | --------------------------------------- | --------------------------------------- | --------------------------------------- |
|                                         |                                         |                                         |                                         |                                         |
| År                                      |                                         |                                         | Folkmängd                               |                                         |
| 1985                                    | 1985                                    |                                         | 193                                     |                                         |
| 1990                                    | 1990                                    |                                         | 209                                     |                                         |
| 1995                                    | 1995                                    |                                         | 199                                     |                                         |
| 2000                                    | 2000                                    |                                         | 199                                     |                                         |
| 2005                                    | 2005                                    |                                         | 233                                     |                                         |
| 2010                                    | 2010                                    |                                         | 307                                     |                                         |
| 2015                                    | 2015                                    |                                         | 327                                     |                                         |
|                                         |                                         |                                         |                                         |                                         |